# Ian Rickson
Ian Rickson (* 8. listopadu 1963 Londýn) je anglický divadelní režisér. Vyrůstal v Jižním Londýně. V letech 1998 až 2006 vedl londýnské Divadlo Royal Court. Během svého působení zde režíroval například hry Mojo (Jez Butterworth), The Weir (Conor McPherson) a Some Voices (Joe Penhall). Rovněž spolupracoval se zpěvačkou PJ Harvey jako režisér jejích koncertů. V roce 2001 vystupoval ve filmu Far from China. Má dceru Eden.